# 세류동
세류동(細柳洞)은 경기도 수원시 권선구의 법정동이다.

## 개요
면적 5.7km2, 인구 6만 4178명(2008)이다. 경부선 동쪽 연변에 있으며 세류1동은 수원 남서부에 위치한 단독 및 연립주택 밀집지역으로, 역세권에 인접한 구도심권 주거지역이다. 세류2동은 수원 남부에 있으며, 군사보호 지역이지만, 국도 제1호선이 지나가고 경부선 세류역이 있다. 세류3동은 수원 남부에 있으며, 국도 제1호선이 통과하는 교통 심장 지역이자 일반주택 밀집지역으로 살기좋고 안락한 주거전용 지구이다. 수원천이 유유히 흐르고 고령인구가 많다.

## 법정동
- 세류동
- 장지동(세류2동)

## 교육

### 수원시권선구사립전문대학
- 수원여자대학교

## 교통
- 세류역

## 아파트
| 단지명          | 건설사                                                | 시행사                               | 주소 | 입주 | 비고 |
| --------------- | ----------------------------------------------------- | ------------------------------------ | ---- | ---- | ---- |
| 매교역 팰루시드 | 코오롱글로벌 삼성물산㈜ 건설부문 ㈜에스케이에코플랜트 | 권선113-6구역 주택재개발정비사업조합 |      |      |      |